# Valerie Cruz
Pour les articles homonymes, voir Cruz.
Valerie Cruz, née le 18 juillet 1976 à Elizabeth (New Jersey, États-Unis) est une actrice américaine.

## Biographie
Valerie est issue d'une famille d'origine cubaine. Elle a étudié à l'Université de l'État de Floride où elle a obtenu son BFA (Bachelor of Fine Arts) de théâtre. Par ailleurs, elle est sortie avec le chanteur Robbie Williams.
Elle est apparue dans deux films, Cellular et LA Blues. Elle est néanmoins plus connue à la télévision où elle a joué le rôle important de Grace Santiago dans la série Nip/Tuck mais a quitté le casting après la première saison.
Elle a également fait des apparitions dans Grey's Anatomy ou Las Vegas.
Plus récemment, elle a obtenu un rôle important dans la série The Dresden Files, adaptée du livre du même nom. Grâce à ce rôle, elle a obtenu une nomination au ALMA Awards 2008 pour son travail dans cette série.
Dans la série Off the Map : Urgences au bout du monde, qui s'est arrêtée au bout d'une seule saison, elle a joué le rôle d'un médecin aux côtés de Mamie Gummer, la fille de Meryl Streep.
En 2012, Valérie a joué le rôle d'Alyse dans le pilote The Secret Lives Of Wives développé pour Lifetime, mais la chaîne ne l'a pas commandée en série.

## Filmographie

### Cinéma

#### Longs métrages
- 2004 : Cellular de David R. Ellis : Dana Bayback
- 2007 : LA Blues de Ian Gurvitz : Une flic
- 2008 : Reeker II de Dave Payne : Allison
- 2009 : The Devil's Tomb de Jason Connery : Dr. Elissa Cardell
- 2009 : The Line de James Cotten : Olivia
- 2014 : Vertiges (The Loft) d'Erik Van Looy : Barbara Stevens
- 2015 : My First Miracle de Rudy Luna : Heidi
- 2016 : Custody de James Lapine : Claudia Sanjuro
- 2018 : Locating Silver Lake de Eric Bilitch : Luisa

### Télévision

#### Séries télévisées
- 2002 : La Vie avant tout (Strong Medicine) : Almira (saison 2, épisode 17)
- 2002 : American Family : Une officier #1 (saison 1, épisode 4)
- 2002 : Espions d'État (The Agency) : Mme Constanza Diaz (saison 2, épisode 7)
- 2003 : Nip/Tuck : Grace Santiago (saison 1, 12 épisodes)
- 2003 : Missing : Disparus sans laisser de trace (1-800-Missing) : Karen Moore (saison 1, épisode 17)
- 2004 : Preuve à l'appui (Crossing Jordan) : Madeline Pillsbury (saison 4, épisode 7)
- 2004 : Las Vegas : Madeline Pillsbury (saison 2, épisode 8)
- 2005 : LAX : Carla (saison 1, épisode 12)
- 2005 : Grey's Anatomy : Zona Cruz (saison 1, épisode 4)
- 2005 : Inconceivable : Vanessa Calder (saison 1, épisode 7)
- 2005 : Invasion : Colonel Sabrina Lopez (saison 1, 2 épisodes)
- 2007 : Hidden Palms : Enfer au paradis : Maria Nolan (saison 1, 5 épisodes)
- 2007 - 2008 : Dresden, enquêtes parallèles : Lt. Connie Murphy (saison 1, 13 épisodes)
- 2008 : Dexter : Sylvia Prado (saison 3, 10 épisodes)
- 2009 : Eleventh Hour : Coco Delgado (saison 1, épisode 17)
- 2009 : Dollhouse : Selena Ramirez (saison 1, épisode 9)
- 2009 : True Blood : Isabel (saison 2, 5 épisodes)
- 2010 : New York, unité spéciale : assistante du substitut du procureur Camilla Velez (saison 11, épisode 12)
- 2010 : Esprits criminels (Criminal Minds) : Brooke Sanchez (saison 5, épisode 14)
- 2011 : Off the Map : Urgences au bout du monde : Dr. Zita Alareina "Zee" Toledo Alvarez (saison 1, 13 épisodes)
- 2011 : Alphas : Kathy Sullivan (saison 1, 4 épisodes)
- 2011 : The Glades : Sophie Perez (1 épisode)
- 2012 : The Secret Lives of Wives : Alyse (pilote non retenu par Lifetime[3])
- 2012 : Grimm : Dr. Levine (saison 1, épisode 10)
- 2012 : Scandal : Dr. Carolina Flores (saison 1, épisode 4)
- 2012 : La Diva du divan (Necessary Roughness) : Vera Dade (saison 2, 2 épisodes)
- 2012 : Homeland : Major Joy Mendez (saison 2, 5 épisodes)
- 2013 : NCIS : Enquêtes spéciales : Anna (saison 10, épisode 16)
- 2013 : Dexter : Sylvia Prado (saison 8, épisode 11)
- 2014 : Harry Bosch : Teresa Corazón (saison 1, épisode 1)
- 2014 - 2015 : Following : Agent Gina Mendez (saison 2 à 3, 15 épisodes)
- 2016 : Quantico : Vera Rodriguez (saison 1, épisode 6)
- 2017 : Chicago Justice : Miranda Sharp (saison 1, épisode 8)
- 2017 : Doubt : Affaires douteuses : Commissaire Olivia Jimenez (saison 1, épisode 8)
- depuis 2018 : Charmed : Marisol Vera (rôle récurrent)
- 2018 : The Resident : Renata Lopez (saison 1, épisode 1)
- 2018 : Life Sentence : Gina (saison 1, 4 épisodes)
- 2019 : The Rookie : Le flic de Los Angeles : Elena Ruiz (saison 1, épisodes 19 et 20)
- 2019 : Magnum : Lani Levner (saison 2, épisode 8)

#### Téléfilm
- 2008 : Street Warrior de David Jackson : Maggie Kuerner